# Be Séries
Be Séries é um canal privado belga temático de televisão por assinatura dedicado a séries televisivas.
Be Séries transmite também algumas criações originais do Canal+ que são totalmente invisíveis na Bélgica e no Luxemburgo ou séries americanas, como o Game of Thrones transmitido em simultâneo com a HBO.

## História do canal
Em 2004, foi criada a Be tv, em substituição do Canal+ Belgique. O novo "bouquet" (pacote de canais) inclui seis canais: Be 1, Be 1 +1h, Be Ciné 1, Be Ciné 2, Be Sport 1 e Be Sport 2.
O Be Séries substituiu o Be Ciné 2 desde 4 de setembro de 2006: como o seu nome indica, o canal está a afastar-se do cinema para centrar a sua programação na difusão de séries televisivas. Uma série é transmitida todas as tardes às 20h30 e é retransmitida no dia seguinte por volta das 22h00, enquanto os domingos são dedicados à transmissão de filmes de longa-metragem.
Em 29 de Agosto de 2012, o Be Séries começa a emitir em alta definição.

## Organização

### Capital
O canal é detido a 100% pelo grupo audiovisual Be tv.